# Moritz Leitner
Moritz Leitner (Monaco di Baviera, 8 dicembre 1992) è un ex calciatore tedesco con cittadinanza austriaca, di ruolo centrocampista.

## Biografia
Il padre (ex calciatore) è originario di Burladingen (Germania) mentre la madre, da cui ha preso il cognome, è originaria di Oberwölz (Austria). Il 2 settembre 2010 gli è stata concessa la cittadinanza tedesca.

## Caratteristiche tecniche
Possiede una buona visione di gioco, è veloce ed è molto abile nei dribbling e nelle ripartenze. Può giocare sia come centrocampista centrale, sia come esterno sinistro, sia a supporto delle punte.

## Carriera

### Club

#### Monaco 1860

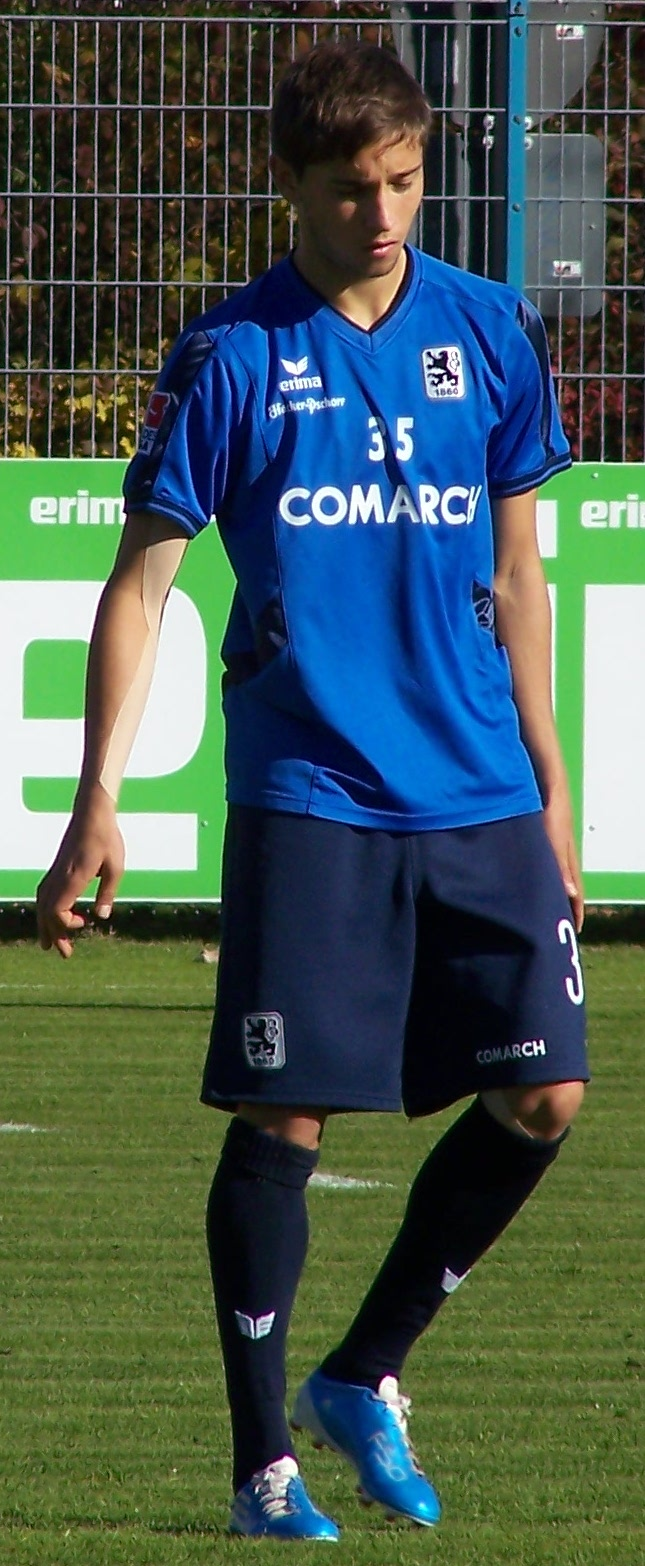
Leitner, nel 2010, con la maglia del

Nel 1995 comincia la sua carriera calcistica nel piccolo club dell'Unterföhring, dove rimane fino al 1998, anno in cui si trasferisce al Monaco 1860. Dopo aver attraversato tutto il percorso nel settore giovanile del club tedesco nella stagione 2010-2011 viene aggregato alla prima squadra militante nella 2. Fußball-Bundesliga. L'esordio tra i professionisti arriva il 14 agosto 2010 in occasione del 1º turno di Coppa di Germania vinto, per 1-2, contro il Verl. Otto giorni più tardi disputa anche la sua prima partita in campionato in occasione della trasferta persa, per 3-2, contro il Bochum.

#### Borussia Dortmund e i vari prestiti
Dopo 18 presenze da professionista con la maglia del Monaco 1860 viene acquistato dal Borussia Dortmund per una cifra vicina agli 800.000 euro. Il giovane centrocampista viene girato subito in prestito all'Augusta con il quale esordisce il 16 gennaio 2011 in occasione della vittoria casalinga, per 2-0, contro l'Ingolstadt 04. Conclude il prestito con un bottino di 9 presenze.
Il 23 luglio 2011 veste per la prima volta la maglia dei nerogialli in occasione della partita valida per l'assegnazione della Supercoppa di Germania; titolo che viene perso ai calci di rigore dove Leitner mette a segno il suo. Il 24 settembre successivo arriva l'esordio in Bundesliga in occasione della trasferta vinta, per 1-2, contro il Magonza andando a sostituire il compagno di squadra Shinji Kagawa al 70º minuto. Il 19 ottobre 2011, in occasione della trasferta persa, per 3-1, contro i greci dell'Olympiacos, disputa la sua prima partita di Champions League. Il 5 maggio 2012 vince il suo primo campionato poiché la sua squadra si piazza al 1º posto con 83 punti davanti al più blasonato Bayern Monaco. Sette giorni più tardi arriva anche la vittoria nella finale di Coppa di Germania dove la sua squadra si impone sul Bayern Monaco con un netto 5-2; Leitner segue la partita dalla panchina. Con due titoli vinti chiude la stagione con un bottino di 23 presenze.
La seconda stagione con la maglia del Borussia si apre con la sconfitta, per 2-1, contro il Bayern Monaco in Supercoppa di Germania dove disputa 64 minuti di gioco prima di essere sostituito. Il 25 maggio 2013 siede in panchina in occasione della finale di Champions League persa, per 1-2, contro i rivali del Bayern Monaco. La stagione si conclude con un totale di 31 presenze.

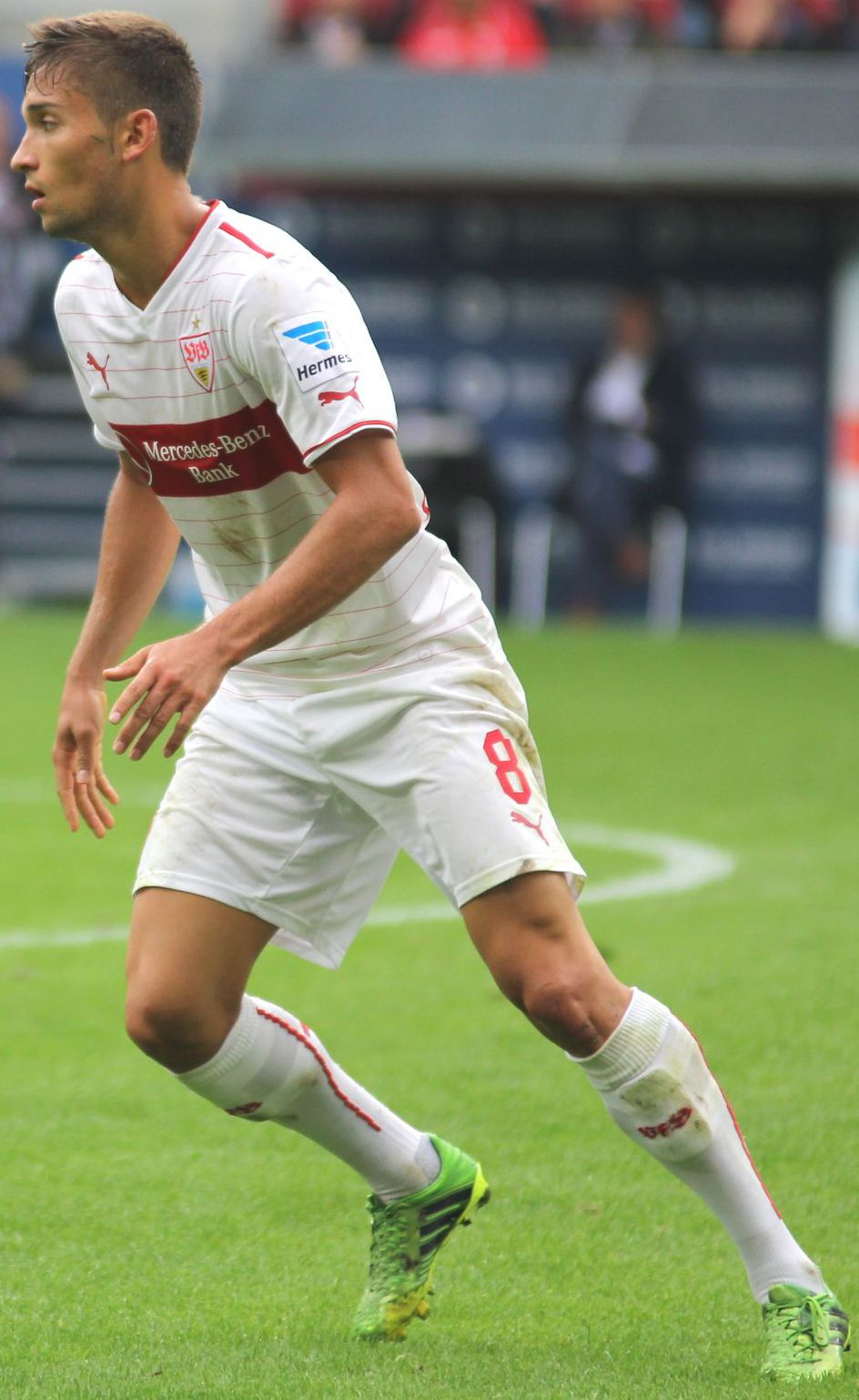
Leitner, nel 2013, con la maglia dello

A luglio del 2013 viene ceduto, in prestito per due stagioni, allo Stoccarda con il quale esordisce il 1º agosto in occasione del 3º turno preliminare di Europa League pareggiato, per 1-1, contro i bulgari del Botev Plovdiv. L'11 agosto successivo arriva anche la prima partita, disputata con la nuova maglia, in campionato in occasione della sconfitta esterna, per 3-2, contro il Magonza. Il 1º febbraio 2014 arriva la sua prima rete da professionista in occasione della trasferta persa, per 2-1, contro il Bayer Leverkusen. La stagione si conclude con 24 presenze e 1 rete.
Dopo due stagioni con la maglia degli svevi con i quali disputa 44 partite dove ha messo a segno 2 reti fa ritorno al Borussia Dortmund che decide di tenerlo in rosa. Nella stagione 2015-2016 disputa 13 partite con la maglia della prima squadra mentre con la maglia della seconda disputa 8 partite dove mette a segno 3 reti.

#### Lazio
Il 12 agosto 2016 viene acquistato, per una cifra vicina ai 2 milioni di euro, dal club italiano della Lazio. L'esordio con la maglia biancoceleste arriva il 1º ottobre successivo in occasione della trasferta vinta, per 3-0, contro l'Udinese.

#### Augusta
Dopo appena sei mesi trascorsi in Italia e due sole presenze con la maglia della Lazio viene ceduto al club tedesco dell'Augusta.

#### Norwich City
Il 25 gennaio 2018 viene ceduto in prestito al Norwich City.
Dopo avere ottenuto la promozione con i canaries, viene riscattato.
Rimane nel club per altre due stagioni trovando poco spazio (nel 2020-2021 non ha giocato neppure una partita), indi per cui il 29 giugno 2021 rescinde il proprio contratto con il club.

#### Zurigo
Il 7 agosto 2021 viene ingaggiato dallo Zurigo.

### Nazionale

#### Giovanili
Dopo aver disputato una partita con la maglia della Nazionale austriaca U-17 decide di vestire la maglia della Nazionale tedesca scendendo in campo con le selezioni Under-19, Under-20 e Under-21.
Il 7 giugno 2015 viene convocato per partecipare al Campionato europeo di calcio Under-21 2015 in Repubblica Ceca. L'esordio arriva in occasione della prima partita della fase a gironi pareggiata, per 1-1, contro la Serbia dove va a sostituire a partita in corso il compagno di squadra Joshua Kimmich. Conclude l'esperienza in tale torneo con 1 presenza.

## Statistiche

### Presenze e reti nei club
Statistiche aggiornate al 27 ottobre 2019.
| Stagione                    | Squadra                     | Campionato                  | Campionato | Campionato | Coppe nazionali | Coppe nazionali | Coppe nazionali | Coppe continentali | Coppe continentali | Coppe continentali | Altre coppe | Altre coppe | Altre coppe | Totale | Totale |
| Stagione                    | Squadra                     | Comp                        | Pres       | Reti       | Comp            | Pres            | Reti            | Comp               | Pres               | Reti               | Comp        | Pres        | Reti        | Pres   | Reti   |
| --------------------------- | --------------------------- | --------------------------- | ---------- | ---------- | --------------- | --------------- | --------------- | ------------------ | ------------------ | ------------------ | ----------- | ----------- | ----------- | ------ | ------ |
| 2010-gen. 2011              | Monaco 1860                 | 2L                          | 16         | 0          | CG              | 2               | 0               | -                  | -                  | -                  | -           | -           | -           | 18     | 0      |
| gen.-giu. 2011              | Augusta                     | 2L                          | 9          | 0          | CG              | 0               | 0               | -                  | -                  | -                  | -           | -           | -           | 9      | 0      |
| 2011-2012                   | Borussia Dortmund II        | RL                          | 2          | 0          | -               | -               | -               | -                  | -                  | -                  | -           | -           | -           | 2      | 0      |
| 2011-2012                   | Borussia Dortmund           | BL                          | 17         | 0          | CG              | 2               | 0               | UCL                | 3                  | 0                  | SG          | 1           | 0           | 23     | 0      |
| 2012-2013                   | Borussia Dortmund           | BL                          | 25         | 0          | CG              | 1               | 0               | UCL                | 4                  | 0                  | SG          | 1           | 0           | 31     | 0      |
| 2013-2014                   | Stoccarda                   | BL                          | 21         | 1          | CG              | 1               | 0               | UEL                | 2                  | 0                  | -           | -           | -           | 24     | 1      |
| 2014-2015                   | Stoccarda                   | BL                          | 19         | 1          | CG              | 1               | 0               | -                  | -                  | -                  | -           | -           | -           | 20     | 1      |
| Totale Stoccarda            | Totale Stoccarda            | Totale Stoccarda            | 40         | 2          |                 | 2               | 0               |                    | 2                  | 0                  |             | -           | -           | 44     | 2      |
| apr. 2015                   | Stoccarda II                | 3L                          | 1          | 0          | -               | -               | -               | -                  | -                  | -                  | -           | -           | -           | 1      | 0      |
| 2015-2016                   | Borussia Dortmund II        | RL                          | 8          | 3          | -               | -               | -               | -                  | -                  | -                  | -           | -           | -           | 8      | 3      |
| Totale Borussia Dortmund II | Totale Borussia Dortmund II | Totale Borussia Dortmund II | 10         | 3          |                 | -               | -               |                    | -                  | -                  |             | -           | -           | 10     | 3      |
| 2015-2016                   | Borussia Dortmund           | BL                          | 9          | 0          | CG              | 1               | 0               | UEL                | 3                  | 0                  | -           | -           | -           | 13     | 0      |
| Totale Borussia Dortmund    | Totale Borussia Dortmund    | Totale Borussia Dortmund    | 51         | 0          |                 | 4               | 0               |                    | 10                 | 0                  |             | 2           | 0           | 67     | 0      |
| 2016-gen. 2017              | Lazio                       | A                           | 2          | 0          | CI              | 0               | 0               | -                  | -                  | -                  | -           | -           | -           | 2      | 0      |
| gen.-giu. 2017              | Augusta                     | BL                          | 6          | 0          | CG              | 0               | 0               | -                  | -                  | -                  | -           | -           | -           | 6      | 0      |
| 2017-gen. 2018              | Augusta                     | BL                          | 0          | 0          | CG              | 0               | 0               | -                  | -                  | -                  | -           | -           | -           | 0      | 0      |
| Totale Augusta              | Totale Augusta              | Totale Augusta              | 15         | 0          |                 | -               | -               |                    | -                  | -                  |             | -           | -           | 15     | 0      |
| gen.-giu. 2018              | Norwich City                | FLC                         | 12         | 0          | FACup+CdL       | 0+0             | 0               | -                  | -                  | -                  | -           | -           | -           | 12     | 0      |
| 2018-2019                   | Norwich City                | FLC                         | 29         | 2          | FACup+CdL       | 0+3             | 0+0             | -                  | -                  | -                  | -           | -           | -           | 32     | 2      |
| 2019-2020                   | Norwich City                | PL                          | 9          | 0          | FACup+CdL       | 1+0             | 0+0             | -                  | -                  | -                  | -           | -           | -           | 10     | 2      |
| Totale Norwich City         | Totale Norwich City         | Totale Norwich City         | 50         | 2          |                 | 4               | 0               |                    | -                  | -                  |             | -           | -           | 54     | 2      |
| 2021-2022                   | Zurigo                      | SL                          | 9          | 0          | CS              | 1               | 0               | -                  | -                  | -                  | -           | -           | -           | 10     | 0      |
| Totale carriera             | Totale carriera             | Totale carriera             | 194        | 7          |                 | 13              | 0               |                    | 12                 | 0                  |             | 2           | 0           | 221    | 7      |

## Palmarès

### Club

#### Competizioni nazionali
- Campionato tedesco: 1

Borussia Dortmund: 2011-2012
- Coppa di Germania: 1

Borussia Dortmund: 2011-2012
- Football League Championship: 2

Norwich City: 2018-2019, 2020-2021
- Campionato svizzero: 1

Zurigo: 2021-2022